# 久後崎町
久後崎町（くごさきちょう）は、愛知県岡崎市本庁地区の町名。丁番を持たない単独町名であるが、小字が設置されている。

## 地理
岡崎市西部、本庁地区では南西に位置する。

### 小字
- 字恵藤（えとう）
- 字キロ（きろ）
- 字国崎（くにさき）
- 字郷西（ごうにし）
- 字郷東（ごうひがし）
- 字堤下（つつみした）
- 字中道（なかみち）
- 字鳩部屋（はとべや）
- 字本郷（ほんごう）
- 字本郷南（ほんごうみなみ）
- 字三島下（みしました）
- 字宮下（みやした）
- 字宮前（みやまえ）
- 字薮下（やぶした）
- 字両神（りょうがみ）

## 世帯数と人口
2019年（令和元年）5月1日現在の世帯数と人口は以下の通りである。
| 町丁     | 世帯数  | 人口    |
| -------- | ------- | ------- |
| 久後崎町 | 615世帯 | 1,287人 |

### 人口の変遷
国勢調査による人口の推移
| 1995年（平成7年）  | 1,255人 | [ 5 ] |  |
| 2000年（平成12年） | 1,258人 | [ 6 ] |  |
| 2005年（平成17年） | 1,288人 | [ 7 ] |  |
| 2010年（平成22年） | 1,254人 | [ 8 ] |  |
| 2015年（平成27年） | 1,292人 | [ 9 ] |  |

## 学区
市立小・中学校に通う場合、学区は以下の通りとなる。
| 番・番地等 | 小学校             | 中学校             | 高等学校 |
| ---------- | ------------------ | ------------------ | -------- |
| 全域       | 岡崎市立六名小学校 | 岡崎市立竜海中学校 | 三河学区 |

## 歴史

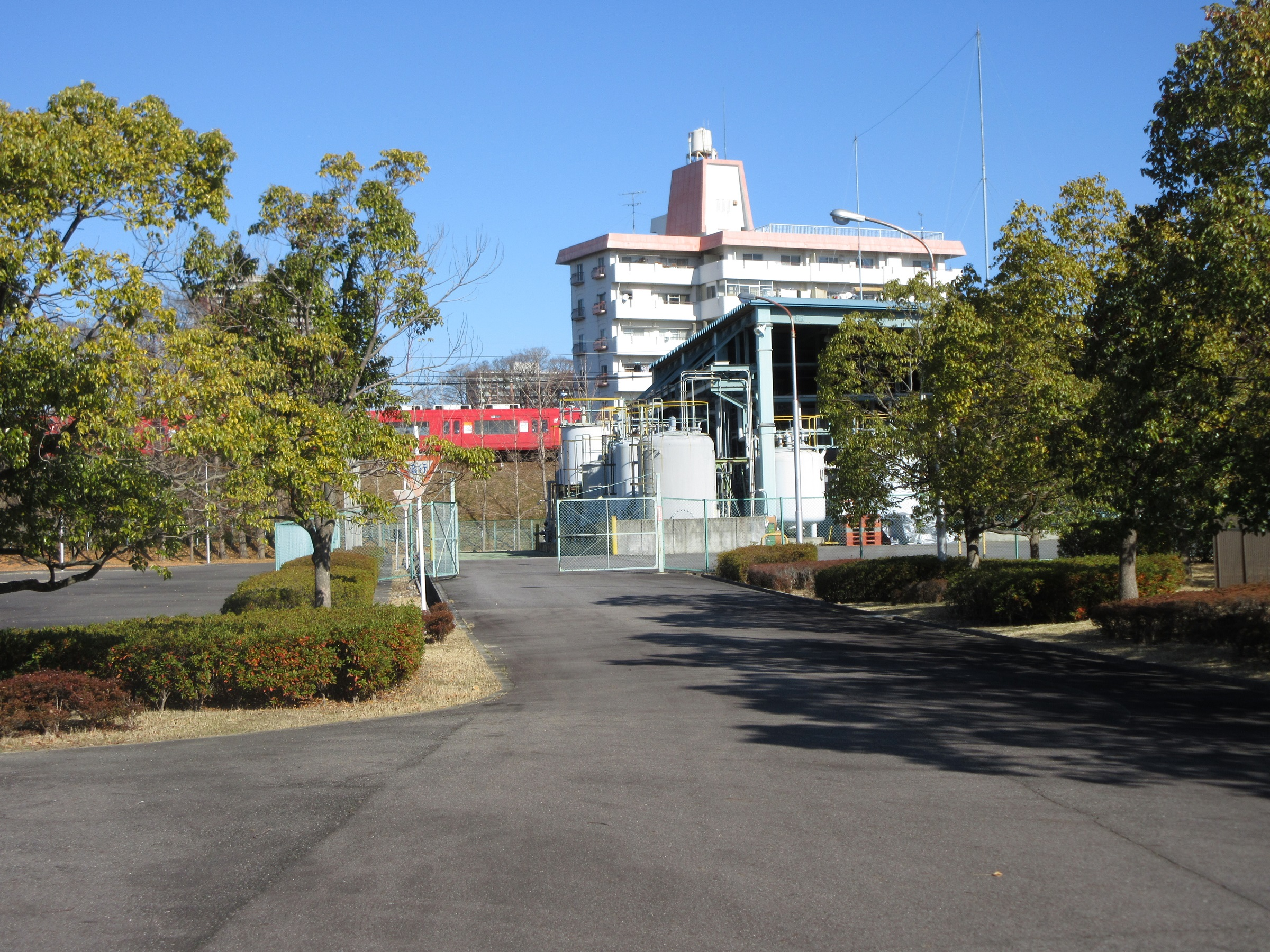
旧萬有製薬岡崎工場跡地。現在はMSD株式会社が管理している。

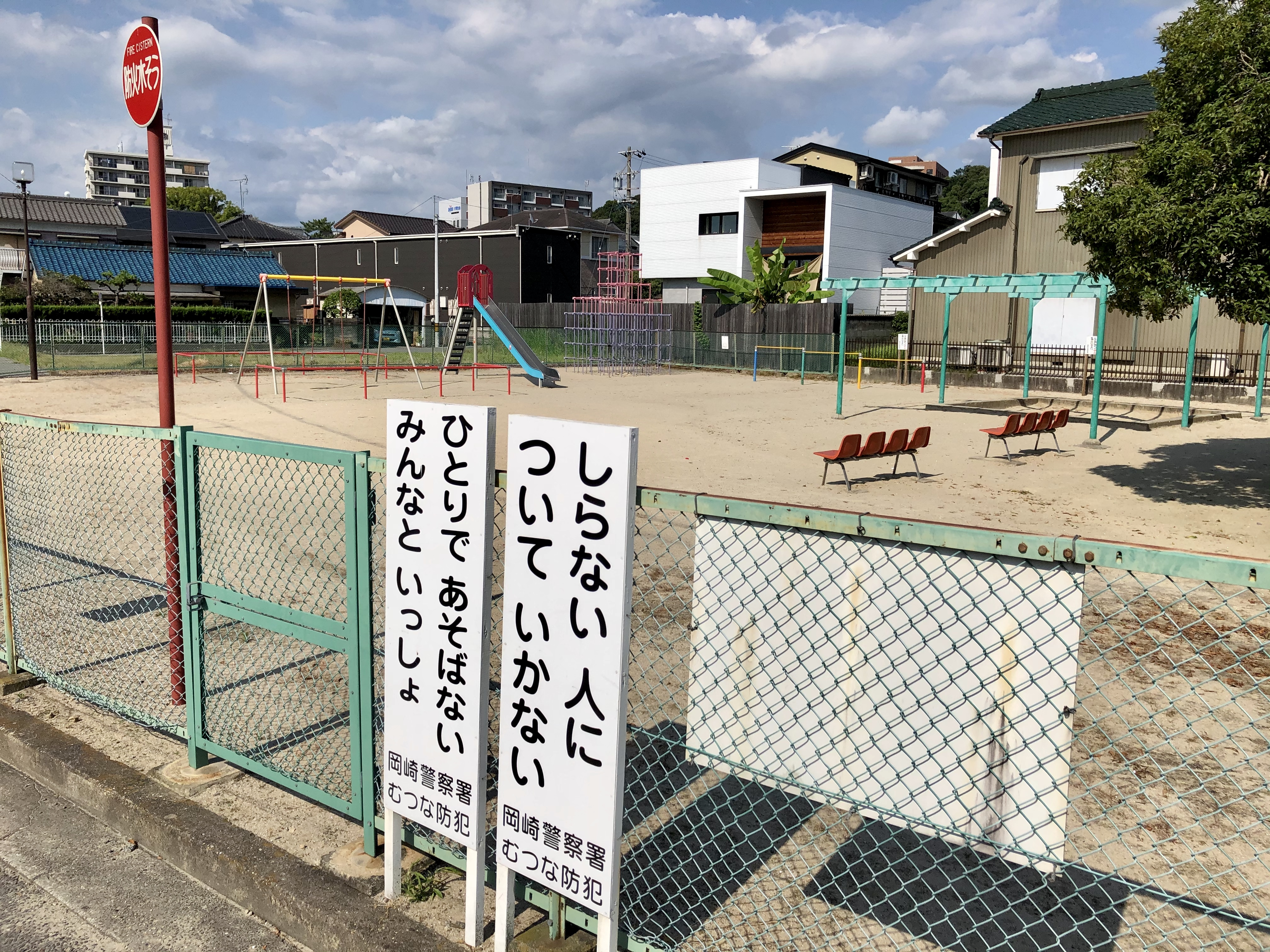
久後崎児童遊園

額田郡久後崎村の一部を前身とする。

### 町名の由来
久後村と国崎村の「崎」の合成による。

### 沿革
- 1878年（明治11年）12月28日 - 久後村と国崎村が合併し、久後崎村となる[11]。
- 1889年（明治22年）10月1日 - 町村制施行・合併に伴い、額田郡三島村大字久後崎となる[11]。
- 1906年（明治39年）5月1日 - 岡崎町へ編入し、同町大字久後崎となる[12]。
- 1916年（大正5年）7月1日 - 市制施行に伴い、岡崎市大字久後崎となる[12]。
- 1917年（大正6年）7月1日 - 久後崎町に改称[12]。
- 1957年（昭和32年）11月15日 - 一部が明大寺本町1～3丁目となる[12]。

### 萬有製薬岡崎工場
1943年（昭和18年）、万有製薬は三龍社の蚕種工場を買収して、久後崎町字恵藤に久後崎工場を、上六名町字茶の木原（現・上六名3丁目）に上六名工場を設立した。戦時中、久後崎工場ではボーフラワー、ネスボサン、バンカインなどを主に製造した。万有製薬は東京市目黒区の3工場を戦災で焼失したため、第2次世界大戦後は岡崎が同社の生産拠点となった。1946年（昭和21年）の全国のペニシリン生産量は2億8,000万単位で、うち1億500万単位が万有製薬の岡崎工場で生産されるほどであった。その後、2006年（平成18年）末に岡崎工場は閉鎖された。

## 交通

### 道路
- 愛知県道293号桜井岡崎線（六名通り）
- 城見通り

### 鉄道
- 名鉄名古屋本線
  - 通過するのみである。

## 施設
- 岡崎市母子生活支援施設（いちょうの家）
- 東邦ガス 岡崎営業所
- 東邦液化ガス 岡崎営業所
- 熊野神社
- 無量寺
- ファミリーマートドラッグアモス岡崎久後崎町店
- ユニマットライフ岡崎営業所

## その他

### 日本郵便
- 郵便番号 : 444-0851[3]（集配局：岡崎郵便局[16]）。

## 参考資料
- 「角川日本地名大辞典」編纂委員会 編『角川日本地名大辞典 23 愛知県』角川書店、1989年3月8日。ISBN 4-04-001230-5。
- 有限会社平凡社地方資料センター 編『日本歴史地名体系第23巻 愛知県の地名』平凡社、1981年。ISBN 4-582-49023-9。
- 新編岡崎市史編さん委員会 編『新編岡崎市史 総集編 20』1993年。